# Bruno Formigoni
Bruno Formigoni (nacido el 18 de abril de 1990) es un futbolista brasileño que se desempeña como centrocampista.
Jugó para clubes como el São Paulo, Cerezo Osaka, Paulista, Figueirense y Bragantino.

## Trayectoria

### Clubes
| Club            | País   | Año         |
| --------------- | ------ | ----------- |
| São Paulo       | Brasil | 2008        |
| Cerezo Osaka    | Japón  | 2009        |
| Paulista        | Brasil | 2010        |
| Figueirense     | Brasil | 2010        |
| Paulista        | Brasil | 2011 - 2012 |
| Guaratinguetá   | Brasil | 2012 - 2013 |
| Red Bull Brasil | Brasil | 2014        |
| URT             | Brasil | 2015        |
| São José        | Brasil | 2015        |
| Bragantino      | Brasil | 2015        |
| América         | Brasil | 2015        |